# 行业工会主义
行业工会主义是指工人根据他们从事的特定工艺组织工会的模式。它与产业工会主义形成对比，后者将同一行业的所有工人组织纳入同一个工会，而不考虑技能差异。
在这种模式下，每个工会都是根据其成员掌握的工艺或具体工作职能来组织的。例如，在建筑行业，所有木匠属于木匠工会，抹灰工加入抹灰工工会，油漆工属于油漆工工会。每个行业工会都有自己的管理机构、政策、集体谈判协议和工会大厅。